# Timm Klose
Timm Klose (Frankfurt, Alemania, 9 de mayo de 1988) es un exfutbolista suizo que jugaba de defensa.

## Selección nacional
Fue internacional con la selección de fútbol de Suiza en diecisiete ocasiones.

## Clubes
| Club                   | País       | Año       |
| ---------------------- | ---------- | --------- |
| F. C. Thun             | Suiza      | 2009-2011 |
| F. C. Núremberg        | Alemania   | 2011-2013 |
| VfL Wolfsburgo         | Alemania   | 2013-2015 |
| Norwich City F. C.     | Inglaterra | 2015-2021 |
| F. C. Basilea (cedido) | Suiza      | 2020-2021 |
| Bristol City F. C.     | Inglaterra | 2022-2023 |

## Palmarés

### Títulos nacionales
| Título                | Club           | País     | Año  |
| --------------------- | -------------- | -------- | ---- |
| Copa de Alemania      | VfL Wolfsburgo | Alemania | 2015 |
| Supercopa de Alemania | VfL Wolfsburgo | Alemania | 2015 |